# Eddy Zdziech
Eddy Zdziech est un chef d'entreprise et ancien dirigeant sportif français, né le 14 septembre 1956 à Raismes. Il était le président du Valenciennes FC de 2014 à 2023.

## Biographie

### De l'industrie au football
Fils de mineur, Eddy Zdziech est diplômé d'un DUT Génie Mécanique. À 17 ans il intègre Spie Batignolles en apprentissage, puis rejoint la FRANCO-BELGE de Raismes. De 1982 à 1987 il travaille à Vallourec en mécanique générale. À 31 ans il intègre la société CASTOLIN, un négoce de produits de soudage, en tant que commercial. En 2000, il crée sa propre société commerciale de produits de matériels de soudage. En 2001, il rachète une petite entreprise valenciennoise de mécanique générale, à l'époque en difficulté et crée sa holding ZDF qui regroupe 4 métiers : la distribution industrielle, la mécanique générale, la maintenance industrielle sur site et la formation professionnelle. Il fait ainsi passer sa société de 8 à 300 salariés.
Il est un passionné de football. Il a été footballeur amateur, entraîneur et président d'un petit club de Raismes. En 2014, alors que le Valenciennes Football Club est proche du dépôt de bilan et d'une rétrogradation administrative, il devient actionnaire principal du club puis en devient son président, il succède à Jean-Louis Borloo. Sa société ZDF est l'actionnaire majoritaire de Diables Rouges Holding qui détient près de 90 % des parts de la SASP VAFC.

### Un président très contesté
En 2017, il est critiqué par le maire de Valenciennes, Laurent Degallaix, en conseil municipal, qui déclare «quand on aime son club, il faut savoir le céder tant qu'il est encore temps» à la suite du refus d'Eddy Zdziech de laisser la place à de nouveaux investisseurs.
Sa décision de se séparer de l'entraîneur Faruk Hadžibegić passe mal auprès des supporters valenciennois qui montrent leur soutien au coach.
En 2018 il est décrié sur Twitter. Ne pouvant pas se faire entendre au stade avec des stadiers selon les supporters "acquis a la cause du président", les supporters usent des réseaux sociaux pour faire entendre leurs mécontentements. Des communiqués du club ont condamné plusieurs actes d'internautes tels que les comptes parodiques, et ont provoqué un déferlement sur Twitter. À l’approche de la saison 2018-2019 de Ligue 2 ces contestations se sont étendues, et c’est une grande partie des supporters présents sur internet qui suit le mouvement et qui dénonce le président. Les supporters reprochent un manque d’ambitions, selon eux il ne met pas tous les moyens en place pour pousser le club vers le haut, alors qu’il avait assuré « On se donne trois ans pour rejoindre l’élite » en 2015.
En septembre 2018, à la suite d'une réunion avec les supporters et l'intérêt de Patrick Partouche pour le rachat du VAFC, Eddy Zdziech émet pour la première fois la possibilité de vendre le club si un projet permet « de retrouver la Ligue 1 à très grande vitesse ». Il rencontre ensuite les joueurs pour leur annoncer qu'il est prêt à vendre le club.
Fin 2020, alors que ses relations avec les groupes de supporters sont toujours aussi délétères, une lettre (fictive) de licenciement lui est adressée par ces derniers, qui lui reprochent « son incapacité à amener le VAFC en Ligue 1 » et le fait de s'être « mis à dos la grande majorité des politiques et des partenaires du territoire ». Cette lettre et son timing font référence à de réelles lettres de licenciement envoyées à d'anciens salariés le jour du réveillon de Noël, il y a quelques années.

### Un membre de l'opposition à Raismes
En avril 2019, Eddy Zdziech annonce sa candidature aux élections de sa ville natale, la commune de Raismes. Il installe son QG de campagne sur la Grand Place de Raismes. Il se présente avec des projets "ambitieux" pour mettre Raismes en "lumière". Il échoue à devenir maire mais siège désormais dans l'opposition.